# Rusuccuru
Rusuccuru (łac. Rusuccurrensis) – stolica historycznej diecezji we Cesarstwie rzymskim w prowincji Mauretania Cezarensis, współcześnie kojarzona z miastem Dallis w północnej Algierii. Obecnie katolickie biskupstwo tytularne. W latach 2008–2020 biskupem tytularnym Rusuccuru był polski biskup - Marek Mendyk.

## Biskupi tytularni
| Lp. | Biskup                          | Funkcja                                | Od              | Do                  |
| --- | ------------------------------- | -------------------------------------- | --------------- | ------------------- |
| 1   | Dennis Hickey                   | biskup pomocniczy Rochester (USA)      | 5 stycznia 1968 | 6 października 1999 |
| 2   | Kevin Farrell                   | biskup pomocniczy Waszyngtonu (USA)    | 28 grudnia 2001 | 6 marca 2007        |
| 3   | Marek Mendyk                    | biskup pomocniczy legnicki             | 24 grudnia 2008 | 31 marca 2020       |
| 4   | Vicente Horacio Saeteros Sierra | biskup pomocniczy Portoviejo (Ekwador) | 16 maja 2020    | 27 września 2022    |
| 5   | Piotr Wawrzynek                 | biskup pomocniczy legnicki             | 4 marca 2023    |                     |